# Tsjetsjeense nachar

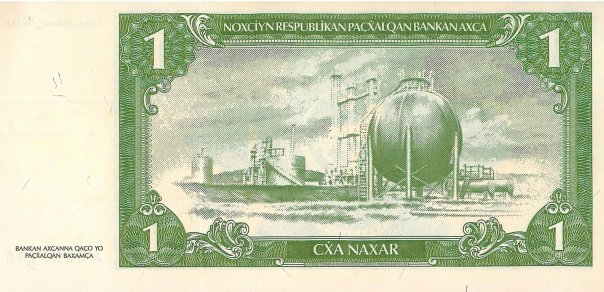
Biljet van 1 Tsjetsjeens nachar.

De Tsjetsjeense nachar (Tsjetsjeens: нахар, ook geschreven als nakhar of nahar) is de naam van de munteenheid die de Tsjetsjeense separatisten van plan waren in te voeren als wettig betaalmiddel in de Tsjetsjeense Republiek Itsjkerië.

## Bankbiljetten
In 1994 werden in het Verenigd Koninkrijk bankbiljetten gedrukt met de volgende denominaties: 1, 3, 5, 10, 50, 100, 500 en 1000 nachar. Ze waren gedateerd als geproduceerd in 1995. Volgens andere bronnen werden sommige bankbiljetten gedrukt in Duitsland.
De munt werd niet in omloop gebracht, en bijna alle gedrukte bankbiljetten die in de bank van Grozny waren opgeslagen, werden vernietigd door de Russische strijdkrachten. Sommige exemplaren van de bankbiljetten worden bewaard in München.
Er zijn geen munten geslagen.